# Roma FM Castanhal
Roma FM é uma emissora de rádio brasileira sediada em Castanhal, capital do estado do Pará. Opera no dial FM, na frequência 92,3 MHz, originada da migração AM-FM e é de propriedade do Grupo Roma.

## História
Tudo começou com a Rádio Rauland AM, a primeira emissora de rádio de Castanhal, fundada em 13 de junho de 1981 por Raul dos Santos Ferreira, que fundou há dois anos antes, a primeira FM de Belém a Rauland FM, seu sistema irradiante localizava-se na BR 316, no KM 59.
Em meados de 2005, a emissora foi vendida para as Organizações Rômulo Maiorana que já tinha a Liberal FM 94.1 e se tornando uma repetidora com a programação local, só a partir de 2015, a emissora atuava em conjunto com a Rádio Liberal de Belém depois do relançamento da emissora, além da programação local e esportiva.
Por incrível que pareça, houve uma mudança de sintonias em meados de 2010 e 2011, a Rádio Liberal de Belém mudou do AM 1330 para AM 900, já a de Castanhal mudou sua sintonia para AM 1330.
Em 2014, solicitou a migração do AM para FM.
Em 2018, por conta da separação de Rômulo Maiorana Junior do Grupo Liberal pelo fato dos irmãos pensarem em vender o Grupo ORM, ele decidiu levar 4 emissoras, a Liberal AM de Castanhal, a Liberal FM de Marabá, a Liberal FM de Itaituba e a LibMusic FM de Belém, essas quatro emissoras formam atualmente o Grupo Roma. Nesse mesmo ano, a Liberal AM de Castanhal saiu do ar até a migração pro FM, que seria para FM 92.3.
No mesmo ano foi confirmado, que as quatro emissoras do Grupo Roma se afiliariam a FM O Dia e a estreia aconteceu em setembro, apesar disso a estreia de Castanhal não ocorreu, porque a emissora mesmo tendo anunciado que a estreia aconteceria pelo FM 92.3, não aconteceu devido a pendências que acarretaram a migração do AM para FM, com isso a rede teve que ser retransmitida pelo AM 1330 que tinha voltado ao ar nesse período.
Em 2020, o AM 1330 foi desativado em definitivo para a montagem da torre da FM no centro da cidade e com isso, ela entrou em caráter experimental em novembro nos 92.3, com o nome de Roma FM. O projeto Roma FM, só confirmado em fevereiro de 2021, quando o grupo anunciou a saída da FM O Dia das três cidades e a estreia aconteceu em 3 de março, incluindo a emissora de Castanhal que estava em fase experimental. A programação é em rede com Belém, contendo também a programação local nas outras 3 emissoras que é das 14h às 18h.